# Isaac Reber

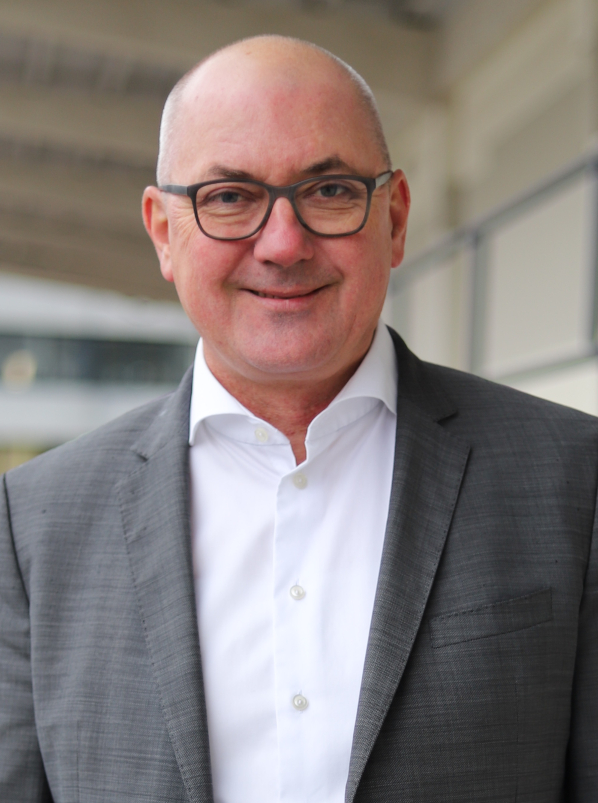
Isaac Reber (2019)

Isaac Christian Reber (* 27. August 1961 in Basel; heimatberechtigt in Sissach und Schangnau) ist ein Schweizer Politiker (GPS) und ist im liberalen Flügel der Grünen Partei zu verorten. Er gehört seit 2011 dem basellandschaftlichen Regierungsrat an. Nach acht Jahren als Sicherheitsdirektor steht er seit 2019 der Baudirektion vor.

## Ausbildung und berufliche Tätigkeiten
Isaac Reber schloss an der Universität Basel ein Studium der Geographie mit dem Diplom ab und absolvierte danach an der ETH Zürich ein Nachdiplomstudium in Raumplanung. Nach Tätigkeit bei der Baudirektion Baselland war er von 1997 bis 2008 im Hochbau- und Planungsamt des Kantons Basel-Stadt tätig, ab 2003 als Leiter des Wohnbauförderprogramms Logis Bâle. Von 2009 bis 2011 war er stellvertretender Geschäftsführer von Energie Zukunft Schweiz.

## Politische Laufbahn

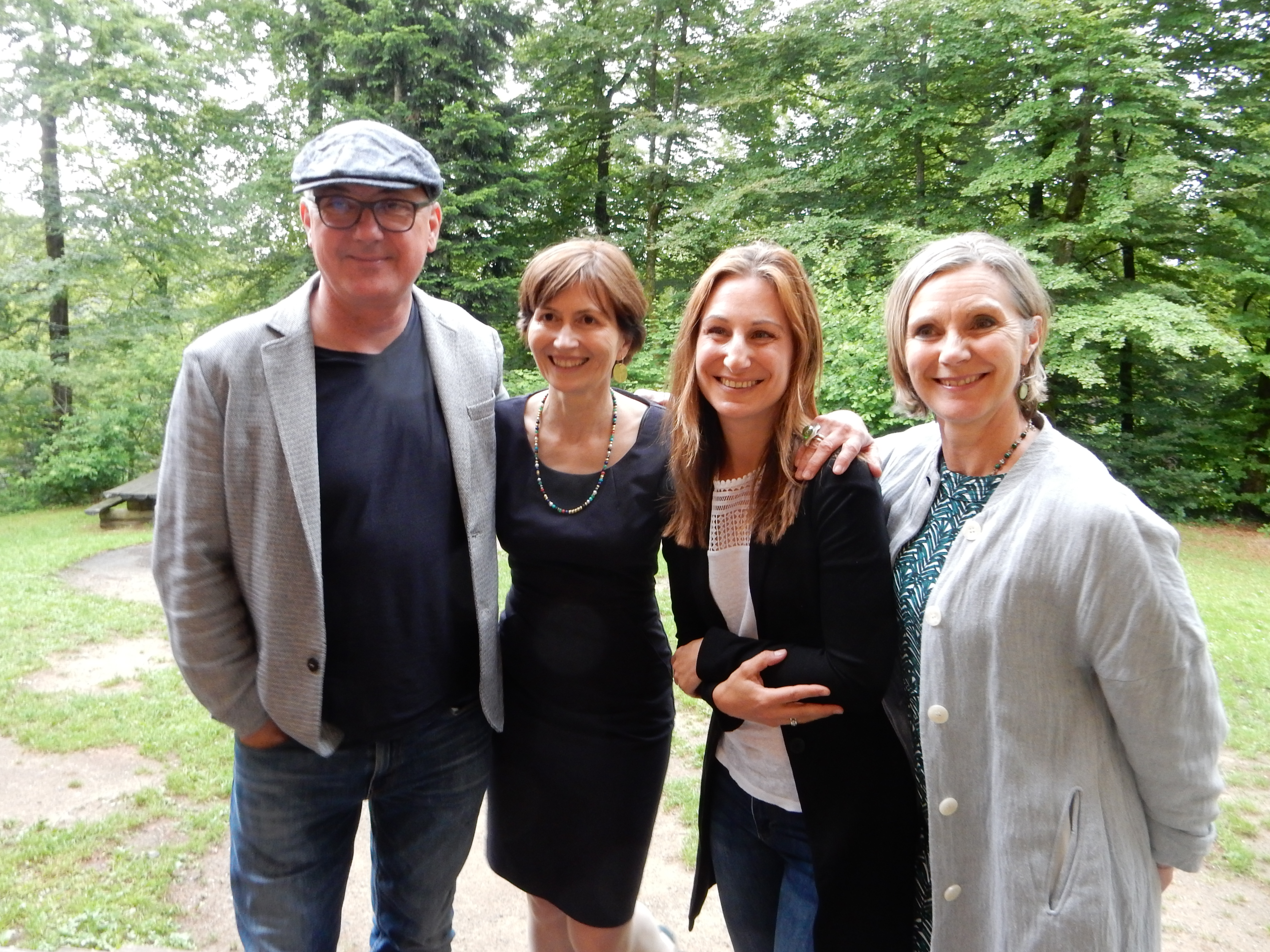
Von links nach rechts: Isaac Reber und die drei Nationalrätinnen Regula Rytz (Parteipräsidentin, Kanton BE), Adèle Thorens Goumaz (VD) und Maya Graf (BL)

Als Politiker sass Isaac Reber von 1996 bis 2001 im Gemeinderat von Sissach und von 2001 bis 2011 im basellandschaftlichen Landrat.
2007 kandidierte er zunächst ohne Erfolg für den Regierungsrat. Bei den Regierungsratswahlen 2011 holte er mit 28'444 Stimmen das viertbeste Resultat und wurde somit als erstes Mitglied der Grünen Partei in die Kantonsregierung von Basel-Landschaft gewählt. Reber verdrängte dabei Jörg Krähenbühl (SVP) aus dem Regierungsrat; es handelt sich dabei um die erste Nichtwiederwahl eines Bisherigen seit 1950.
2014/2015 amtierte er erstmals als Regierungspräsident, 2019/2020 hatte er das Amt zum zweiten Mal inne. 2019 wurde Reber mit dem zweitbesten Resultat (40'000 Stimmen) wiedergewählt. Seine Funktion als Vorsteher der Sicherheitsdirektion nimmt er seit seiner Wahl in den Regierungsrat 2011 ein. Ebenso ist er seit 2018 zuständiger Regierungsrat für die Landeskanzlei sowie seit 2015 für das Dossier Aussenbeziehungen und grenzüberschreitende Zusammenarbeit.
Mandatiert von der Konferenz der Kantonalen Justiz- und Polizeidirektorinnen und -direktoren (KKJPD) ist Isaac Reber zudem seit 2018 Präsident des Programmausschusses Harmonisierung Polizeiinformatik Schweiz (HPI) und seit 2015 der schweizerischen Kriminalprävention (SKP).
2023 wurde Reber mit dem zweitbesten Resultat (37'505 Stimmen) wiedergewählt.

## Privates
Reber wuchs in Sissach auf, ist verheiratet und hat zwei erwachsene Töchter. Er engagiert sich u. a. als Vorstandsmitglied der Wohnbaugenossenschaft Zytglogge, ist Mitglied der Arbeitsgemeinschaft Natur- und Heimatschutz Sissach und des Schachclubs Sissach.